# Мэннинг, Уильям Генри
Сэр Уильям Генри Мэннинг (англ. William Henry Manning); 19 июля!1863 — 1 января 1932) — британский военный и государственный деятель, Бригадный генерал Британской индийской армии, Генерал-губернатор Малави (1907—1908 и 1911—1913), губернатор Ямайки (1913—1918), Британский губернатор Цейлона (1918—1925), колониальный чиновник.

## Биография
Учился в Фицуильям-колледже Кембриджа. Окончил Королевское военное училище. В чине лейтенанта служил в 1886 году в пограничном полку Южного Уэльса. В 1888 году переведён в Британскую индийскую армию. Участвовал в вооружённых конфликтах, был ранен.
В 1897 году назначен заместителем комиссара и генеральным консулом в Британской Центральной Африке и командиром её вооружёнными силами, исполнял обязанности комиссара почти два года. Руководил операциями против вождя Мпезени в Северо-Восточной Родезии в 1898 году, за что получил звание майора в том же году и подполковника в 1899 году.
В 1901—1907 годах служил первым генеральным инспектором Королевских африканских стрелков. Весной 1902 года отправился в официальный тур по Уганде и Британской Восточной Африке, вернувшись в Англию в июне того же года. Позже в том же году вскоре после прибытия в Африку был направлен в Сомалиленд для борьбы с Государством дервишей Саида Мохаммеда Абдилле Хасана. В конце декабря 1902 г. назначен командующим полевыми войсками Сомалиленда. С 1903 по 1904 год командовал 1-й бригадой.
В феврале 1910 года Мэннинг был назначен комиссаром и главнокомандующим протектората Сомалиленд, а в ноябре того же года — губернатором и главнокомандующим протектората Ньясаленд. В феврале 1913 года стал губернатором Ямайки и получил звание бригадного генерала.
Вышел в отставку в 1925 году. 